# Origin Records

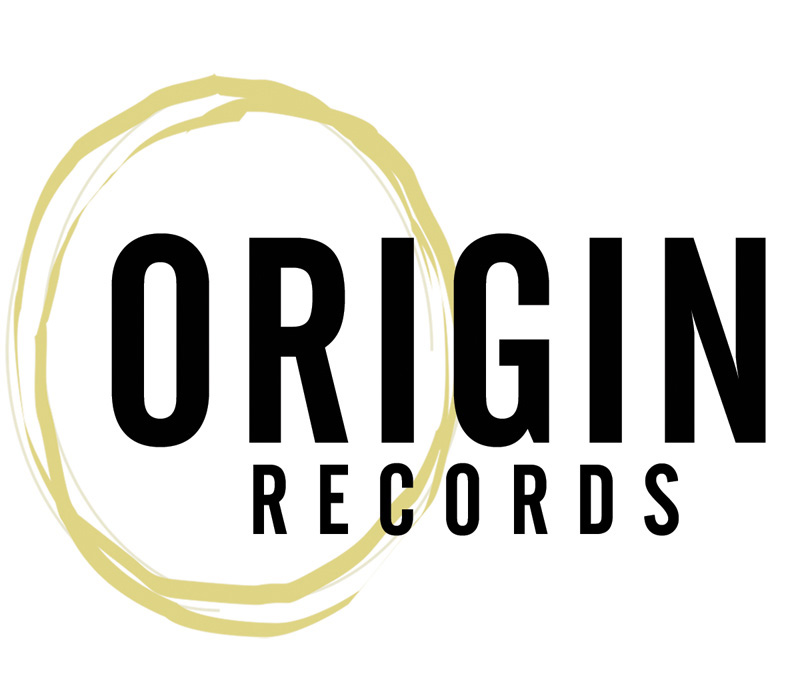
logo origin records

Origin Records is een Amerikaans platenlabel, dat jazz uitbrengt. Het werd in 1997 in Seattle (Washington) opgericht door de drummer John Bishop. Dit met het doel zijn muziek en die van musici waarmee hij heeft samengewerkt uit te brengen. In de jaren erna kwamen er twee sublabels bij: OA2 Records en Origin Classical. Sinds 2003 organiseert Origin Records jaarlijks het Ballard Jazz Festival.
Op Origin Records en de sublabels van de firma is muziek uitgekomen van onder meer Joe Locke, Bobby Broom, Deep Blue Organ Trio, Jessica Williams, Hal Galper, Rich Cole, Bill Anschell, Anthony Branker, Benny Powell, Chris Walden, Courtney Fortune, Chuck Deardorf, Ira Sullivan, Stu Katz, Jim Knapp en Sam Yahel.